# Kurhanka, Șîroke
Kurhanka (în ucraineană Курганка) este un sat în comuna Zelena Balka din raionul Șîroke, regiunea Dnipropetrovsk, Ucraina.

## Demografie
Componența lingvistică a localității Kurhanka
     Ucraineană (100%)
Conform recensământului din 2001, toată populația localității Kurhanka era vorbitoare de ucraineană (100%).